# Ballarat International 2007
Die Ballarat International 2007 im Badminton fanden vom 7. bis zum 9. September 2007 in Wendouree statt.

## Sieger und Platzierte
| Disziplin    | Gold                                 | Silber                              | Bronze                                |
| ------------ | ------------------------------------ | ----------------------------------- | ------------------------------------- |
| Herreneinzel | Pablo Abián                          | Carlos Longo                        | Chan Yun Lung                         |
| Herreneinzel | Pablo Abián                          | Carlos Longo                        | Jeff Tho                              |
| Dameneinzel  | Fu Mingtian                          | Huang Chia-chi                      | Zhang Beiwen                          |
| Dameneinzel  | Fu Mingtian                          | Huang Chia-chi                      | Chen Jiayuan                          |
| Herrendoppel | Ashley Brehaut Aji Basuki Sindoro    | Chayut Triyachart Ricky Widianto    | Rizki Yanu Kresnayandi Albert Saputra |
| Herrendoppel | Ashley Brehaut Aji Basuki Sindoro    | Chayut Triyachart Ricky Widianto    | Afiat Yuris Wirawan Wifqi Windarto    |
| Damendoppel  | Shinta Mulia Sari Vanessa Neo Yu Yan | Yao Lei Liu Fan Frances             | Fu Mingtian Chen Jiayuan              |
| Damendoppel  | Shinta Mulia Sari Vanessa Neo Yu Yan | Yao Lei Liu Fan Frances             | Zhang Beiwen Gu Juan                  |
| Mixed        | Ricky Widianto Vanessa Neo Yu Yan    | Chayut Triyachart Shinta Mulia Sari | Khoo Kian Teck Liu Fan Frances        |
| Mixed        | Ricky Widianto Vanessa Neo Yu Yan    | Chayut Triyachart Shinta Mulia Sari | Wifqi Windarto Debby Susanto          |